# Etniczność
Etniczność (ang. ethnicity, fr. ethnicité) – termin, pochodzący od gr. ethnos, wywodzącego się z kolei od ethnikos – „barbarzyńca”, „poganin”. Żelazny, opisując genezę pojęcia etniczność, wychodzi od greckiego podziału na polis (państwa-miasta) i ethne (l. poj. ethnos). Społeczeństwa, które znajdowały się poza greckimi polis, rządzone były zdaniem Greków przez tyranów i charakteryzowały się tym, że nie potrafiły wykształcić demokratycznych struktur. Słowo ethnos było używane także przez Aleksandryjskich Żydów w odniesieniu do wszystkich innych ludów niż Izraelici.
Etniczny – w znaczeniu barbarzyński, obcy – było używane w języku angielskim od XIV do połowy XIX w. Od połowy XIX w. termin ten zaczął odnosić się do cech rasowych. Słowo ethnics było stosowane w odniesieniu np. do Żydów, Włochów, Irlandczyków, jako „grzecznościowe określenie”, przy pomocy którego zaznaczona była różnica między wymienionymi grupami a dominującą grupą białych Anglosasów.
W języku angielskim pojęcie ethnicity (odpowiednik polskiego etniczność) po raz pierwszy pojawiło się w latach 30. XX w. w słowniku Oxford English Dictionary i było definiowane jako „pogańskie przesądy”. W latach 1960. i 1970. termin etniczność, jak i sformułowanie grupa etniczna oraz określenie ethnos, były już powszechnie używane w literaturze przede wszystkim z zakresu takich dziedzin jak antropologia społeczno-kulturowa, socjologia, a także w dyskursie politycznym, przy czym niewielu badaczy zadało sobie trud zdefiniowania tych pojęć. Jako źródło międzynarodowej kariery pojęcia etniczność Żelazny uznaje prace N. Galzera i D. Moynihana „Beyond the Melting Pot” oraz „Ethnicity: Theories and Experience”, których tematem jest rozmaitość etniczna w Ameryce. Prace te zostały przetłumaczone na wiele języków i były wielokrotnie wznawiane. To one według Żelaznego wywołały dyskusję na tematy etniczne w wielu krajach.
Jak podkreśla Żelazny, pojęcia etniczność, grupa etniczna i ethnos stosowane są często zamiennie, a różnice między nimi są przedmiotem sporów naukowych między badaczami. Pojęcie etniczność wiązane jest w potocznym użyciu przede wszystkim z tematami mniejszości oraz stosunkami rasowymi, co jednak nie powinno być interpretowane w ten sposób, że grupy dominujące – większości są „mniej etniczne”.
Eriksen definiuje etniczność „jako aspekt relacji społecznych między osobami, które uważają siebie za zasadniczo odmienne od członków innych grup, których istnienia są świadome i z którymi utrzymują stosunki. Można ją zatem też zdefiniować jako tożsamość społeczną (opartą na kontraście względem innych), nacechowaną metaforycznym lub fikcyjnym poczuciem pokrewieństwa (Yelvington 1991: 168)”. Warto podkreślić, że etniczność jest kategorią subiektywną, która jest zmienna w czasie oraz może być traktowana jako podstawa do przeforsowanie interesów danej grupy, np. do utworzenia własnego państwa lub wzmocnienia swojej pozycji względem grupy dominującej.
Żelazny wskazuje na następujące aspekty, które mogą kryć się pod pojęciem etniczność i które mogą być przedmiotem zainteresowań różnych dyscyplin badawczych:
- właściwa etniczność „amerykańska” – przedmiotem zainteresowania są imigracyjne nieterytorialne grupy społeczne, będące obiektem badań socjologicznych;
- „rewindykacje terytorialnych grup etnicznych (mniejszości narodowych i etnicznych) i ogólnie pojęte procesy emancypacyjne tych ludów”[9];
- grupy ludzkie, będące obiektem dyskryminacji;
- prerefleksyjność i irracjonalność określonych grup;
- etniczność w ujęciu instrumentalnym, jako środek do osiągnięcia realnego politycznego wpływu;
- etnos – pojęcie stworzone przez Shirokogoroffa jako hiperonim względem kultury, obejmujące – w przeciwieństwie do kultury właśnie – wszystkie procesy społeczne mające miejsce w grupach etnicznych.

Różnorodność etniczna jest zjawiskiem oczywistym. Przynależność do grup etnicznych jest określana według różnych kryteriów. Według Poserna-Zielińskiego rozróżniamy dwa rodzaje kryteriów:
- kryteria odwołujące się do ocen zewnętrznych, które mają zapewnić obiektywizm, np. kryteria językowe, zespół cech kulturowych oraz przynależność religijna. Posern-Zieliński zauważa, że wszystkie te trzy cechy różnicujące mogą być zawodne. W przypadku języka możliwa jest sytuacja, że mniejszość przejmuje język większości. Nie należy także przeceniać wagi cech kulturowych, ponieważ może to prowadzić do utrwalenia stereotypowych wyobrażeń o grupach etnicznych. To samo odnosi się także do kwestii wyznaniowych. Przykłady te pokazują, że te – z pozoru obiektywne kryteria – mogą być używane tylko jako kryteria pomocnicze;
- deklaracje samych zainteresowanych powinny być uznawane jako podstawowe kryterium przynależności do grup etnicznych.

Bazując na wymienionych kryteriach przynależności do grup, Posern-Zieliński wyróżnia następujące wymiary etniczności:
- kontekstualny wymiar etniczności – zależność etniczności od historycznych, społecznych i politycznych warunków oraz relacji międzyetnicznych, w które uwikłana jest jednostka. Kontekstualny wymiar etniczności akcentuje jej zmienność w czasie i zależność od zewnętrznych uwarunkowań;
- zachowania etniczne (tzw. etniczne markery) dzielone na zachowania codzienne oraz zachowania symboliczne. Zachowania codzienne są elementami codziennego życia grupy etnicznej, przeważnie charakteryzującej się niskim stopniem asymilacji oraz kultywującej swoje obyczaje. Zachowanie symboliczne traktowane są jako sztandar danej grupy etnicznej, przy pomocy którego manifestuje ona swoją odrębność względem grupy dominującej. Do tej grupy zachowań należą, np. wiece, wystawy, parady itp.
- osobowość kulturowa/charakter etniczny (narodowy) to dziedzictwo kulturowe, „które przez praktyki enkulturacyjne i socjalizacyjne (zdobywanie kompetencji społecznych), w sposób najczęściej bezrefleksyjny wyciska swe piętno na życiu każdego kolejnego pokolenia”[11].

Wychodząc od kryteriów przynależności do grupy oraz wymiarów etniczności Posern-Zieliński wyróżni trzy strony etniczności:
- etniczność „kulturową” – „[…] złożoną z zachowań, wzorów i norm współtworzących styl życia grupy etnicznej […]”[11];
- etniczność „etnopsychologiczną” – „[…] składającą się z idiosynkrazji, preferencji, nawyków, upodobań, gustów, słowem z elementów konstrukcyjnych charakteru etnicznego […]”[12];
- etniczność „ideologiczna” – opierającą się „[…]na wykreowanej tradycji, na symbolach etnicznych, na tożsamości deklaracyjnej, autostereotypach i etnicznej mitologii.”[12].

Według kryterium wyrazistości etnicznej odrębności Posern-Zieliński wyróżnia następujące rodzaje etniczności:
1. Etniczność bezrefleksyjna/pierwotna/primordialna/potencjalna/nie w pełni wykształcona – w środowiskach, które nie wchodzą w ostre relacje konfliktowe z innymi grupami etnicznymi, które zmuszałyby je do refleksji nad własnym statusem etnicznym. Takie grupy charakteryzuje przywiązanie do swojej kultury oraz regionu zamieszkania. Taki rodzaj etniczności według Poserna-Zielińskiego reprezentowali chłopi z Małopolski, napływający do Ameryki Północnej w XIX w., którzy dopiero tam odkryli swoją odrębność, przez co odczuli solidarność z polską wspólnotą narodową.
2. Etniczność rozbudzona – jest wykreowanym dziełem, instrumentem danej grupy, stworzonym i stosowanym w celu walki o przetrwanie we wspólnocie oraz do wyegzekwowania swoich praw. Ten rodzaj etniczności powoduje powstanie etnicznej dumy, która jest podstawą ducha etnicznej solidarności.
3. Etniczność marginalna – w przypadku, gdy tożsamość grupy z czasem ulega destrukcji. Sytuacja taka jest zauważalna w środowiskach imigracyjnych po upływie paru pokoleń, w których z biegiem czasu odrębność etniczna jest coraz mniej widoczna, a młodsze pokolenia są coraz bardziej zasymilowane z większością. Jako przykład Posern-Zieliński podaje środowiska tzw. starej Polonii amerykańskiej.

Inny podział proponowany przez Poserna-Zielińskiego bazuje na kryterium podejścia do tradycji i dzieli etniczność na następujące podkategorie:
1. etniczność recesywna – bazuje przede wszystkim na tradycji oraz nostalgicznych odwołaniach do przeszłości grupy etnicznej;
2. etniczność kreatywna (emergentna) – wybiega przede wszystkim w przyszłość, nie neguje znaczenia tradycji, jednak w jej centrum znajdują się cele wspólnoty na przyszłość.

## Etniczność a naród
Grupa etniczna oraz naród wydają się być pojęciami posiadającymi wspólne centrum, czyli „rdzeń”, jednakże mają one też pewne zauważalne różnice na peryferiach swoich denotacji. Na pewno łączy je przede wszystkim idea pochodzenia czy też rodowodu, co stanowi wyżej wzmiankowany „rdzeń”, a także, w dalszej kolejności, pojęcie kultury. Kulturowe idee na temat danej grupy etnicznej bądź też narodu zawierają mity o przeszłości, poglądy na temat tego „jakimi jesteśmy ludźmi” oraz opinię, że kultura determinuje grupę, więc może być ona zależna od języka, ubioru, czy zwyczaju. Słownikowe definicje narodu oraz przymiotnika „etniczny” podają, co następuje:
Naród: obszerny ogół ludzi blisko powiązanych ze sobą wspólnym pochodzeniem, językiem czy historią, tworzących odrębną rasę ludzi, zazwyczaj zorganizowanych jako oddzielne państwo polityczne i zamieszkujących określone terytorium;
Etniczny: odnoszący się do narodów niechrześcijańskich; odnoszący się do rasy lub narodu; posiadający wspólne rasowe, kulturowe, religijne lub lingwistyczne właściwości, szczególnie określające grupę rasową lub inną grupę wewnątrz większego systemu.
Identyfikowanie się z danym narodem oraz przynależność do tegoż, lub dosadniej mówiąc, nacjonalizm, zwiększa zasięg wspólnot etnicznych, który wykracza już poza sfery kulturowe oraz społeczne i obejmuje również domeny polityczne oraz ekonomiczne. Nacjonalizm daje etniczności nową samoświadomość oraz legitymizację, a także ducha walki o swoje oraz orientację polityczną.
Podsumowując, można powiedzieć, iż naród jest silnie kojarzony ze wspólnotami pochodzeniowymi oraz kulturowymi, a denotacja tego leksemu winna być uzupełniona o jeden bardzo ważny element, mianowicie narody są, bądź też powinny być, powiązane z państwem lub inną formą polityczną do państwa podobną (czynnik ekonomiczno-polityczny).
Jeżeli zaś chodzi o grupę etniczną, to również odnosi się ona do wspólnot pochodzeniowych oraz kulturowych. Jej rozumienie uzupełniane jest przez trzy istotne czynniki:
- grupa etniczna stanowi rodzaj podzbioru w ramach państwa narodowego;
- wyznacznikiem determinującym daną grupę etniczną jest zazwyczaj bardziej kultura aniżeli wygląd zewnętrzny;
- grupę etniczną odbiera się często jako „obcą”, „inną”, „egzotyczną” w zestawieniu z ogółem, czy też większością, rozumianym jako „nie-etniczny”[18].

## Etniczność a rasa
Relacje między terminami etniczność i rasa zależą od sposobu definiowania terminu rasa. Przyjmując za Żelaznym (2004) szeroką, zaproponowaną przez Martinellego definicję rasy: „Rasa jest rozumiana jako grupa społeczna, która postrzega się i jest postrzegana jako inna z punktu widzenia cech fenotypicznych”, można stwierdzić, że rasa – w tym szerokim ujęciu, nie wchodząc w interpretowanie rasy jako kategorii biologicznej i kulturowej – jest jedną z kategorii etniczności. Jedną z przyczyn nierówności etnicznych są nierówności na podłożu rasowym, co doprowadziło do powstania idei tzw. dyskryminacji pozytywnej, tzn. szeregu działań mających na celu poprawienie sytuacji grup dyskryminowanych. Do takich działań należy np. wprowadzenie puli miejsc na amerykańskich uniwersytetach dla czarnoskórych. Działania te przyniosły taki efekt, że w Stanach Zjednoczonych liczba wykształconych czarnoskórych jest większa niż liczba Latynosów z wyższym wykształceniem.
Po drugiej wojnie światowej kategoria rasy uległa modyfikacji na terenie Europy i Związku Radzieckiego. Rasa jako pojęcie zyskała pejoratywne znaczenie ze względu na utożsamianie jej z rasizmem i faszyzmem. Jednak nie oznacza to, że termin ten oraz dyskusja o rasie zniknęły całkowicie z dyskursu naukowego. Wyniki badań nauk biologicznych dowiodły, że „pojecie, rasy‘ funkcjonuje na co dzień i niewyobrażalne jest jego porzucenie, w opiniach obiegowych jest bowiem jednym z najistotniejszych wyróżników w definiowaniu siebie, swoich i innych”.
Żelazny wskazuje na pytania z pogranicza rozważań o rasie i etniczności:
- „1. Czy różnice kulturowe idą w parze z biologicznymi?
- 2. Czy konstrukcja biologiczna determinuje realizowanie się grupy etnicznej?
- 3. Czy konstrukcja biologiczna ogranicza poziom rozwoju kulturalnego?”[21].

Kwestie te były poruszane wielokrotnie w literaturze przedmiotu.
Jeżeli chodzi o ujęcie zagadnień rasy i etniczności w Stanach Zjednoczonych można zauważyć, że pojęcie rasy kategoryzuje względem koloru skóry, podczas gdy etniczność to rozróżnienie raczej kulturowe. Poza tym etniczność białych i ciemnoskórych najczęściej interpretowana jest inaczej. W przypadku białych chodzi rzeczywiście o etniczność, podczas gdy w przypadku Afroamerykanów chodzi o identyfikację rasową. Żelazny podaje, że w Kanadzie istnieje nawet urzędowe rozróżnienie na grupy etniczny i tzw. grupy etniczne widoczne, które w znacznym stopniu determinuje życie społeczności.
W tym ujęciu, kategoria etniczności w postrzeganiu amerykańskości jest przypisana do białych, natomiast kategoria rasy do czarnoskórych. Jednak jeżeli chodzi o same koncepcję nie ma między nimi znaczących różnic. Rasa może zostać zatem uznana jako szczególna forma etniczności.

## Etniczność – uwarunkowania prawne
Problematyka mniejszości etnicznych powiązana jest z funkcjonowaniem instytucji państwa oraz kształtowaniem się relacji pomiędzy różnymi grupami zamieszkującymi jego terytorium, przede wszystkim relacji pomiędzy grupą dominującą w danym państwie a grupami mniejszościowymi.
Początkowo międzynarodowym standardem było to, iż prawa mniejszości etnicznych oraz narodowych nie mogą podważać integralności terytorialnej i jedności państwa, w którym egzystują. Wszelkie próby uzyskania autonomii przez wspólnoty etniczne, która mogłaby zagrażać idei jedności danego kraju stały na z góry przegranej pozycji.
Obecnie prawo międzynarodowe, aby rozróżnić rozmaite wspólnoty mniejszościowe, używa trzech głównych kategorii. Są to:
- mniejszości narodowe,
- mniejszości regionalne oraz
- mniejszości etniczne.

Czynnikiem determinującym przynależność do danej wspólnoty mniejszościowej jest pochodzenie, które różni się od pochodzenia większej części populacji danego regionu czy państwa, oraz przeświadczenie o wspólnych więzach krwi.
Uwagę na zasadniczy problem, który istnieje w klasyfikowaniu danej grupy mniejszościowej, zwrócił uwagę Rzecznik Praw Obywatelskich, Janusz Kochanowski: stwierdzić trzeba jednak, że współcześnie nie ma legalnej, tj. powszechnie uznawanej w stosunkach międzynarodowych, definicji mniejszości. Taki stan rzeczy spowodowany jest tym, że w odróżnieniu od obywatelstwa, które jest jednoznacznie określane przez prawo, narodowość jest stanem świadomości każdego człowieka i wynikającą z tego stanu identyfikacją z określoną grupą etniczną.
Pierwszym prawnym aktem dotyczącym etnicznych wspólnot mniejszościowych w obszarze cywilizacji euroamerykańskiej była Deklaracja praw człowieka i obywatela, uchwalona 26 sierpnia 1789 roku przez Konstytuantę podczas Wielkiej Rewolucji Francuskiej.
Kolejnym etapem był czas po zakończeniu I wojny światowej w Europie. Wtedy też mniejszości istniejące w nowo powstałych państwach zaczęły dochodzić swoich praw. Pomocą była im Liga Narodów, która zobowiązywała nowe państwa do ochrony wspólnot mniejszościowych rasowych, językowych oraz religijnych. System ochrony mniejszości zaakceptowany przez Ligę Narodów łączony jest z tzw. 13 Traktatami mniejszościowymi. Traktaty te dawały grupom mniejszościowym gwarancję równości wobec prawa, a także prawo do używania języka ojczystego (np. mały traktat wersalski).
Akty oraz traktaty wydawane po zakończeniu II wojny światowej w głównej mierze skupiały się na prawach jednostki, a nie grupy. Organizacja Narodów Zjednoczonych zawarła przepisy o ochronie wspólnot mniejszościowych w Konwencji w sprawie likwidacji wszelkich form dyskryminacji rasowej (1966), Konwencji UNESCO o zakazie dyskryminacji w szkolnictwie (1960) oraz Konwencji Praw Dziecka (art. 17 i 30). Wzmianki o ochronie praw mniejszościowych brak jednakże w dokumentach powszechnych (np. Karta Narodów Zjednoczonych czy Powszechna Deklaracja Praw Człowieka), z obawy przed dążeniami separatystycznymi tych grup społecznych.
Europejska konwencja praw człowieka z 4 listopada 1950 roku gwarantuje korzystanie z praw i wolności wymienionych w niej bez dyskryminacji wynikającej z takich powodów jak płeć, rasa, kolor skóry, język, religia, przekonania polityczne i inne, pochodzenie narodowe lub społeczne, przynależność do mniejszości narodowej, majątek, urodzenie bądź z jakichkolwiek innych przyczyn (art. 14). Protokół nr 12 głosi Korzystanie z każdego prawa ustanowionego przez prawo powinno być zapewnione bez dyskryminacji wynikającej z takich powodów, jak płeć, rasa, kolor skóry, język, religia, przekonania polityczne lub inne, pochodzenie narodowe lub społeczne, przynależność do mniejszości narodowej, majątek, urodzenie lub z jakichkolwiek innych przyczyn (art. 1).
Jedyny powszechnie obowiązujący przepis prawa międzynarodowego, który dotyczy wspólnot mniejszościowych, znajduje się w art. 27 Międzynarodowego Paktu Praw Obywatelskich i Politycznych z 1966 roku. Dokumentem podstawowym, traktującym o mniejszościach, przyjętym przez ONZ jest dzisiaj Deklaracja Praw Osób Należących do Mniejszości Narodowych lub Etnicznych, Religijnych i Językowych przyjęta 10 grudnia 1992 roku (dokument ten nie podejmuje próby zdefiniowania mniejszości etnicznych bądź narodowych).